# Saint-Hippolyte-le-Graveyron
Saint-Hippolyte-le-Graveyron is een gemeente in het Franse departement Vaucluse (regio Provence-Alpes-Côte d'Azur) en telt 168 inwoners (2004). De plaats maakt deel uit van het arrondissement Carpentras.

## Geografie
De oppervlakte van Saint-Hippolyte-le-Graveyron bedraagt 5,0 km², de bevolkingsdichtheid is 33,6 inwoners per km².
De onderstaande kaart toont de ligging van Saint-Hippolyte-le-Graveyron met de belangrijkste infrastructuur en aangrenzende gemeenten.

## Demografie
Onderstaande figuur toont het verloop van het inwonertal (bron: INSEE-tellingen).
1. ↑  Populations de référence 2022.